# Battlefield
Die Battlefield-Reihe ist eine Serie von Computerspielen, die aus bislang 13 Spielen besteht. Das neueste Spiel der Serie ist Battlefield 2042, das für Windows, PlayStation 4, PlayStation 5, Xbox One und Xbox Series X/S erhältlich ist.
Abgesehen von Battlefield Heroes, das in die Kategorie Third-Person-Shooter fällt, ist jeder bisherige Teil der Battlefield-Reihe ein Ego-Shooter aus dem Subgenre der Taktik-Shooter. Der Fokus liegt auf dem Mehrspielermodus mit großen Karten mit großer Spielerzahl sowie einer Kombination von Boden-, Luft- und Wassereinheiten, wobei letztere den geringsten Schwerpunkt in der Reihe haben. 
Die Spielfiguren basieren auf einem Klassensystem und sind in Squads unterteilt. Ab Battlefield 2 verteilt das Spiel Auszeichnungen und Spieler können im Rang aufsteigen. Dabei wird sich stilistisch an militärischen Ehrungen orientiert. Seit Battlefield: Bad Company wird die Frostbite Engine eingesetzt, die zerstörbare Umgebungen simulieren kann.

## Geschichte
Die Serie fand ihren Ursprung in Codename Eagle, einem Computerspiel des schwedischen Entwicklerteams Refraction Games für Windows-PCs aus dem Jahre 1999. Das Studio wurde 2000 von Digital Illusions CE aufgekauft, welches seitdem für Electronic Arts die äußerst bekannte Battlefield-Serie entwickelt. Der erste Teil mit dem Titel Battlefield 1942 wurde 2002 veröffentlicht, im März 2004 durch ein anderes Programmiererteam modifiziert und mit dem Titel Battlefield Vietnam fortgesetzt. Durch den Erfolg der beiden veröffentlichten Spiele erschien im Juni 2005 mit Battlefield 2 ein, von den ursprünglichen Entwicklern entworfener, offizieller zweiter Teil. Die Konsolen-Umsetzung für PlayStation 2, Xbox und Xbox 360 erschien im Herbst 2005 unter dem Titel Battlefield 2: Modern Combat. Auf einer erweiterten Battlefield-2-Engine basierend, wurde dann im Oktober 2006 Battlefield 2142 veröffentlicht.
Battlefield: Bad Company erschien im Juni 2008 für PlayStation 3 und Xbox 360, während Battlefield Heroes im Juni 2009 nur für den PC veröffentlicht wurde. Battlefield 1943, ein Multiplayer-Remake des ersten Teils, erschien im Juli 2009 für PlayStation 3 und Xbox 360. Die PC-Version wurde zuerst verschoben, und im Jahre 2011 schließlich komplett eingestellt. Als Begründung nannte Dice, man wolle sich intensiv auf Battlefield 3 konzentrieren. Battlefield: Bad Company 2 erschien am 4. März 2010 als Nachfolger von Battlefield: Bad Company. Im Gegensatz zu seinem Vorgänger erschien Bad Company 2 nicht nur für PlayStation 3 und Xbox 360, sondern wurde auch für PCs und iPhone veröffentlicht. Der dritte Teil der Serie, Battlefield 3, erschien am 27. Oktober 2011 für PC, PlayStation 3 und Xbox 360. Ihm folgte, am 31. Oktober 2013, Battlefield 4 für PC, PlayStation 4, PlayStation 3, Xbox One und Xbox 360. Battlefield Hardline, veröffentlicht am 19. März 2015 für PC, PlayStation 3, Xbox 360, PlayStation 4 sowie Xbox One.

## Spiele

### Battlefield 1942
Battlefield 1942, kurz BF1942, BF42 oder 1942, erschien am 19. September 2002 und spielt während des Zweiten Weltkrieges.
Der Spieler übernimmt darin die Rolle eines Soldaten der Achsenmächte auf deutscher, italienischer, japanischer oder als Alliierter auf amerikanischer, kanadischer, sowjetischer, französischer oder britischer Seite. Dabei spielt er wichtige Schlachten und Operationen des Zweiten Weltkriegs – wie z. B. die Schlachten um Stalingrad, Berlin, Omaha Beach, Iwo Jima, Guadalcanal und El Alamein oder die Operation Market Garden – auf der gewählten Seite nach. Die teils sehr großen Karten, auf denen bis zu 64 (32 gegen 32) Teilnehmer gleichzeitig spielen können, sind an diese Originalschauplätze angelehnt.
Der Spieler kann zwischen verschiedenen Spielerklassen – wie Sanitäter, Aufklärer (Scharfschütze), Pionier, normaler Infanterist oder Bazookaschütze – wählen. Die Klassen unterscheiden sich durch die zur Verfügung stehenden Waffentypen sowie verschiedene Ausrüstungsgegenstände. Auch ein breiter Fuhrpark (verschiedene Panzer, Flugzeuge, Geländewagen, Landungsboote, Amphibienfahrzeuge, U-Boote oder sogar ein Flugzeugträger) steht den Spielern zur Verfügung. Verwendet wurden historische Waffen, nur im Add-on Secret Weapons of WWII wurden Prototypen wie ein Raketenrucksack, die Wasserfall-Rakete oder Düsenjäger eingebaut.

### Battlefield Vietnam
Das am 19. März 2004 veröffentlichte Spiel Battlefield Vietnam wurde nicht wie Battlefield 1942 von Dice Schweden programmiert, sondern von Dice Kanada. Die Grafik-Engine des Vorgängers wurde stark überarbeitet, das Spielprinzip (Multiplayerspiel um Flaggenpunkte im Conquest-Modus) wurde jedoch beibehalten.
Der Hintergrund versetzt den Spieler entweder auf Seiten der nordvietnamesischen Armee (NVA) oder der US-Army während des Vietnamkrieges.
Mit authentischen Waffen wie dem M48 Patton oder dem sowjetischen T-54-Panzer kämpft der Spieler auf historischen Schlachtfeldern wie dem Ia Drang Valley, dem Ho-Chi-Minh-Pfad und in den Straßen von Saigon.
Wie beim späteren Battlefield Bad Company 2: Vietnam besitzen die Fahrzeuge ein Radio, worüber Musikstücke aus den 1960er und 1970er Jahren abgespielt werden können. Die Titel sind zum Großteil aus diversen populären Vietnamfilmen wie Apocalypse Now, Full Metal Jacket, Platoon, Forrest Gump oder Good Morning, Vietnam bekannt. In Verbindung mit originalen Propagandadurchsagen von Radio Hanoi, moderiert von Trịnh Thị Ngọ, weist dieses Spiel eine sehr spezielle, passende Atmosphäre auf.

### Battlefield 2
Battlefield 2 ist am 23. Juni 2005 erschienen und spielt hauptsächlich im nahen und fernen Osten der Gegenwart, im Boosterpack Armored Fury wurde die Handlung auf den amerikanischen Kontinent verlegt. Das Boosterpack Euro Force bezieht die Europäische Union in das fiktive Kriegsgeschehen im Nahen Osten mit ein. Battlefield 2 besitzt eine modernere Grafik als die anderen Teile der Battlefield-Reihe und es wird mehr Wert auf Taktik, Strategie und Teamwork gelegt. Battlefield 2 handelt vom Kampf dreier Kriegsparteien (die USA mit dem USMC, China mit der PLA, und eine fiktive Koalition des Nahen Ostens, die Middle Eastern Coalition (kurz MEC)), die sich mit modernen Waffensystemen wie z. B. dem M1A2 oder der SU-34 bekämpfen. Dabei können wieder bis zu 64 Spieler gleichzeitig auf 15 Karten, die jeweils in einer 16-, 32- und 64-Spieler-Variante verfügbar sind, gegeneinander antreten. Die 13. Karte Wake Island 2007 ist mit dem Patch 1.3 hinzugekommen und entspricht geographisch der gleichnamigen Karte Wake Island aus Battlefield 1942 (und dessen Multiplayer-Demo). Des Weiteren gibt es seit dem Patch 1.4 die 14. Karte Road to Jalalabad. Unabhängig von den Patches erschien im Juni 2007 die 15. Karte Highway Tampa.
Seit dem 1. September 2009 ist der Patch auf Version 1.5 verfügbar. In diesem 2 GB großen inkrementellen Patch sind unter anderem eine neue Karte (Operation Blue Pearl) sowie die Boosterpacks Euro Forces und Armored Fury kostenlos enthalten und somit für jeden spielbar. Weiterhin wurden kleine Änderungen an den Konfigurationen vorgenommen.

#### Battlefield 2: Modern Combat
Battlefield 2: Modern Combat ist für Spielekonsolen konzipiert und kann als Umsetzung der PC-Version auf Konsolengeräte gesehen werden. Wie Battlefield 2 spielt es im mittleren Osten und China, zusätzlich kommt jedoch Kasachstan hinzu, das als Schlachtfeld für chinesische PLA- und europäische EUFOR-Truppen dient.
Für PlayStation 2, Xbox und Xbox 360 ist das Spiel im Herbst 2005 erschienen, eine Portierung auf die PlayStation Portable wurde abgebrochen.
Ein Mehrspielermodus war u. a. über die Services Xbox Live und GameSpy (PlayStation 2) verfügbar.

### Battlefield 2142
Battlefield 2142 führt die Kriegsserie in einem futuristischen Szenario fort – dem Kampf zwischen der Europäischen Union (EU) und einer Pan-Asiatischen Koalition (PAC) um die letzten Ressourcen und bewohnbaren Flächen der Erde, nachdem eine neue Eiszeit angebrochen ist.
Insgesamt gibt es die vier Klassen Aufklärer, Sturmsoldat, Pionier und Versorgungssoldat, die mit freischaltbaren Waffen und Gegenständen individuell angepasst werden können. Im Gegensatz zu Battlefield 2 muss hier aber auch die Grundausrüstung auf ranked Servern freigespielt werden.
Battlefield 2142 enthält neben dem bisherigen Conquest-Modus den neuartigen „Titan-Modus“. Als „Titan“ wird dabei ein riesiges Schlachtflugschiff bezeichnet. Beide Teams müssen das jeweils eigene Schiff verteidigen, gleichzeitig aber versuchen, das gegnerische zu zerstören, um zu gewinnen. Es kann entweder durch Raketen aus Raketensilos oder durch „Entern“ und Vernichten des Reaktors zerstört werden. Die Raketensilos müssen wie die Kontrollpunkte in anderen Spielmodi eingenommen werden und feuern in bestimmten Zeitabständen Raketen ab, die zuerst den Schild des Titanen und danach seine Hülle zerstören. Feindliche Einheiten können das Schiff erst dann betreten, wenn der Schild zerstört ist.

### Battlefield: Bad Company
Battlefield: Bad Company wurde wie Battlefield 2: Modern Combat nur für Spielekonsolen entwickelt. Er ist der erste Titel der Battlefield-Reihe, der ausschließlich für Konsolen der 7. Generation produziert wurde. Er orientiert sich weder inhaltlich noch technisch an einem der Vorgängerspiele, sondern wurde mit einer neuen Engine ausgestattet. Mit der von DICE entwickelten Engine Frostbite ist es erstmals in der Geschichte von Battlefield möglich, große Teile der Umgebung zu zerstören. Im Gegensatz zu den Vorgängern liegt der Fokus bei Bad Company auf dem Einzelspieler-Modus.
Die Handlung von Bad Company ist in einem fiktiven, in der Gegenwart stattfindenden Konflikt zwischen den USA und der Russischen Föderation angesiedelt. Der Spieler übernimmt die Rolle des US-Infanteristen Preston Marlowe, welcher zusammen mit drei weiteren Charakteren (Mitglieder der so genannten „Bad Company“ = US B Company) in einer nicht näher definierten, osteuropäischen Region kämpft. Dabei findet die Gruppe im Laufe des Spieles Gold von einer Söldnergruppe, welches zum tragenden Element der Handlung wird.
Der Mehrspieler-Modus unterstützt bis zu 24 Spieler, die Schlachtfelder ähneln denen von Battlefield 2.
Die Wertungen sind sowohl für die PS3 als auch für die Xbox 360 durchweg positiv.

### Battlefield Heroes
Battlefield Heroes war ein Comic-Shooter in der Third-Person-Perspektive, der sich durch Bezahlinhalte (Micropayment) und beim Start des Spiels eingeblendete Werbung finanzierte. Während des Spiels wurde keine Werbung auf Plakaten o. ä. angezeigt. Das Spiel ließ sich nur über einen Button auf der Homepage starten. Angekündigt war Battlefield Heroes für Anfang 2009. Die geschlossene Beta-Phase begann am 6. Mai 2008, endete am 14. November 2008 und wurde am 11. Februar 2009 fortgesetzt. Am 25. Juni 2009 wurde die finale Version des Spiels veröffentlicht. Am 15. April 2015 wurden die Spieler per Mail sowie einer Ankündigung auf der Website über die Einstellung von Battlefield Heroes und Battlefield Play4Free zum 14. Juli 2015 informiert.

### Battlefield 1943
Battlefield 1943 wurde im Juli 2009 für PlayStation 3 und Xbox 360 veröffentlicht und sollte 2010 auch für den PC veröffentlicht werden. Nach mehreren Verschiebungen wurde im Februar 2011 bekannt gegeben, dass es keine PC-Umsetzung geben wird. 2018 wurde eine Version des Spieles für die Xbox One veröffentlicht.
Das Spiel ist nur als Download-Version erhältlich und wird auch nicht als Vollpreisspiel verkauft. Es ist als reines Multiplayer-Spiel konzipiert und enthält deshalb keine Bots. Inhaltlich knüpft das Spiel an Battlefield 1942 an, verlagert das Geschehen jedoch komplett in den Pazifikkrieg während des Zweiten Weltkrieges. Auch hier ist es möglich, die Umgebungen zu zerstören.
Enthalten waren von Anfang an lediglich drei Karten, eine Vierte musste erst global freigespielt werden. Als spielbare Fraktionen stehen US-Amerikaner und Japaner zur Auswahl.

### Battlefield: Bad Company 2
Battlefield: Bad Company 2 ist am 4. März 2010 als Nachfolger von Battlefield: Bad Company erschienen. Im Gegensatz zu seinem Vorgänger erschien Bad Company 2 nicht nur für PlayStation 3 und Xbox 360, sondern wurde auch für Windows und iOS veröffentlicht. Das Spiel arbeitet mit einer überarbeiteten Version der Frostbite-Engine, welche es ermöglicht, beinahe die gesamte Umgebung zu zerstören. Als Grafikschnittstelle werden dieses Mal DX9, DX10 und DX11 unterstützt. Als eines der wenigen Spiele bisher unterstützt Bad Company 2 „HBAO“ (Horizon Based Ambient Occlusion) von Nvidia.
Der Spieler übernimmt in Bad Company 2 wieder die Rolle des Preston Marlowe und kämpft an der Seite seiner Kameraden Sarge, Sweetwater und Haggard.
Man muss in der Einzelspielerkampagne Hinweise über ein Himmelfahrtskommando namens „Projekt Aurora“ herausfinden. Später soll man dann den Start einer Bombe verhindern.

### Battlefield Online
Battlefield Online erschien als offene Betaversion am 25. März 2010 ausschließlich für den südkoreanischen Markt. Es handelte sich um ein von Neowiz mit Unterstützung von Dice und EA entwickeltes Free-to-play-Spiel. Battlefield Online war ein technisch aufgebessertes Remake von Battlefield 2. Am 31. Mai 2013 wurde die Unterstützung für das Spiel seitens Neowiz’ eingestellt. Durch das Abschalten der Server ist es nicht mehr spielbar.

### Battlefield Play4Free
Battlefield Play4Free (BFP4F) erschien im Frühjahr 2011. Das Spiel war wie Battlefield Heroes ein kostenloser Shooter, jedoch in der Ego-Perspektive mit zusätzlich in einem Item-Shop käuflich erwerblichen Extras.
Funds waren die Premium-Währung von Battlefield Play4Free. Inhaltlich war das Spiel eine Mischung aus Battlefield: Bad Company 2, Battlefield Heroes und Battlefield 2. Die Karten, wenn auch in abgeänderter Weise, stammten aus Battlefield 2, die Waffen aus Battlefield: Bad Company 2 sowie Battlefield 3 und das Levelsystem aus Battlefield Heroes.
Anfangs gab es nur einen Spielmodus, den sogenannten Assault-Modus. In diesem Modus gewann das Team, das am längsten die meisten (insgesamt vier) Flaggenpunkte kontrollierte. Später wurde für einige Karten auch der Rush-Modus eingeführt. Im Rush-Modus musste ein Team die dort vorhandenen M-Coms vor dem anderen Team beschützen, während das andere Team diese zerstören musste. Es gab insgesamt drei Wellen und pro Welle zwei M-Coms. Waren alle feindlichen M-Coms zerstört, hatten die Angreifer gewonnen. Die Verteidiger gewannen, wenn den Angreifern die Verstärkung ausging.
Am 15. April 2015 wurden die Spieler per Mail sowie einer Ankündigung auf der Website über die Einstellung von Battlefield Play4Free zum 14. Juli 2015 informiert.

### Battlefield 3
Battlefield 3 (abgekürzt: BF3) wurde von DICE entwickelt und von Electronic Arts veröffentlicht. Das Spiel wurde als eines der ersten Spiele auf Grundlage der hauseigenen Grafikengine Frostbite 2 entwickelt.

### Battlefield 4
Im Juli 2012 wurden erste Hinweise über einen neuen Teil der Battlefield-Serie bekannt. Am 26. März 2013 wurde Battlefield 4 auf der Game Developers Conference 2013 offiziell von DICE angekündigt. Battlefield 4 ist vorerst nur für die Xbox 360, Xbox One, PS3, PS4 und den PC erschienen, setzt aber auf die neue Engine Frostbite 3, die erstmals zum Einsatz kommt und besonders Animationen der Charaktere noch besser darstellen soll. So wird auf PCs nur DirectX 11 unterstützt. Battlefield 4 ist in den USA am 29. Oktober 2013, und in Deutschland am 31. Oktober 2013 erschienen. Der erste Trailer und ein Gameplay-Video der ersten Mission wurden am 27. März veröffentlicht, im Juni ein weiterer. Durch die auf der E3 exklusiv spielbare pre-Alpha-Version kamen seither erstmals Gameplays aus dem Multiplayermodus an die Öffentlichkeit, aus denen neben verbesserter Grafik und detailgenaueren Zerstörungsanimationen, neu ausgelegte Spielerklassen und Waffenkonfigurationen entnommen werden konnten. Battlefield 4 spielt weiterhin in der Gegenwart, anders als in Battlefield 3 ist nicht der mittlere Osten, sondern China der Hauptschauplatz.

### Battlefield Hardline
Am 28. Mai 2014 wurde nach mehreren Leaks offiziell von EA bestätigt, dass sich ein neuer Teil mit dem Namen Battlefield Hardline in Entwicklung befindet und Anfang 2015 erscheinen soll. Entwickelt wurde Battlefield Hardline von Visceral Games, die bereits für die Dead-Space-Reihe verantwortlich waren, mit Unterstützung von Dice. Verwendet wird die Engine Frostbite 3. Das Spiel unterscheidet sich deutlich von den bisherigen Battlefield-Teilen und spielt in einem Polizei-Setting im Kampf gegen die Kriminalität. Hardline setzt weiterhin den Hauptfokus auf den Multiplayer-Modus, in dem die Spieler in die Rollen von SWAT-Teams sowie von Ganoven schlüpfen können. Die offizielle Ankündigung mit weiteren Infos fand am 9. Juni 2014 im Zuge der E3 2014 statt. Das Spiel erschien am 19. März 2015 in Deutschland und zuvor bereits am 17. März in den USA.

### Battlefield 1
Am 6. Mai 2016 wurde Battlefield 1 über einen Live-Event bestätigt. Das Spiel erschien weltweit am 21. Oktober 2016 für Windows, PlayStation 4 und Xbox One. Entwickelt wird das Spiel von DICE. Mit Battlefield 1 spielt erstmals ein Teil der Battlefield-Serie zur Zeit des Ersten Weltkrieges.

### Battlefield V
Am 23. Mai 2018 wurde Battlefield V über einen Livestream bestätigt, nachdem zuvor Andeutungen über verschiedene Soziale Medien gemacht wurden. Als Setting für das Spiel dient der Zweite Weltkrieg. Veröffentlicht wurde das Spiel weltweit am 20. November 2018. Zudem bestätigte DICE, dass es bei Battlefield V keinen Premium-Pass geben wird.

### Battlefield 2042
Am 9. Juni 2021 wurde Battlefield 2042 über einen Livestream bestätigt. Als Setting für das Spiel dient das Jahr 2042, in dem es nach Extremwetterereignissen und Ressourcenkonflikten eine Verschiebung der globalen Machtverhältnisse gegeben hat. Veröffentlicht wurde das Spiel am 19. November 2021.

### Battlefield 6
→ Hauptartikel: Battlefield 6
Battlefield 6 wurde im Juli 2025 vorgestellt und für den 10. Oktober 2025 angekündigt.

## Modifikationen
Eine Moddingszene veröffentlichte teils sehr umfangreiche Modifikationen zu Battlefield 1942, Battlefield Vietnam, Battlefield 2 und Battlefield 2142. Diese Modifikationen haben meist zum Ziel, verschiedene Zeitalter (z. B. BF 1918 oder Desert Combat/Conflict), erhöhten Realismus (z. B. Project Reality oder Forgotten Hope) oder vielfältigeren Spielspaß (z. B. Pirates oder Interstate 82) in das Hauptspiel einzufügen.

## Roman
Im Jahr 2014 erschien ein Roman zur Reihe, der die Handlung von Battlefield 4 vertieft.
- Battlefield 4: Countdown von Peter Grimsdale, Panini Verlag 2014, ISBN 978-3-8332-2862-9

## Kritik
| Spiel                      | Metacritic |
| -------------------------- | ---------- |
| Battlefield 1942           | 89/100     |
| Battlefield Vietnam        | 84/100     |
| Battlefield 2              | 91/100     |
| Battlefield 2142           | 80/100     |
| Battlefield: Bad Company   | 84/100     |
| Battlefield Heroes         | 69/100     |
| Battlefield: Bad Company 2 | 88/100     |
| Battlefield Play4Free      | 68/100     |
| Battlefield 3              | 89/100     |
| Battlefield 4              | 85/100     |
| Battlefield Hardline       | 73/100     |
| Battlefield 1              | 89/100     |
| Battlefield V              | 81/100     |
| Battlefield 2042           | 68/100     |

Kritiker der Battlefield-Reihe bemängeln – ähnlich wie bei vergleichbaren Spielen – vor allem die Verharmlosung des Krieges und das Rechtfertigen von Völkerrechtsverstößen. Insbesondere kritisiert wird auch eine Verharmlosung des Zweiten Weltkriegs und des Faschismus. Der Weltkrieg werde zu einem unpolitischen, austauschbaren, seichten Unterhaltungsprodukt und damit zu einem „Marketingtrick“. Kritik erntete auch eine Werbekampagne auf der Gamescom 2011, als EA mit einer echten MiG-21 für Battlefield 3 warb. Dies wurde ebenso als kriegsspielverharmlosend aufgefasst. Auch die mögliche – wenn auch umstrittene und wissenschaftlich bisher nicht nachweisbare – Abstumpfung oder anderweitige negative Beeinflussung der Spieler gegenüber Tötungshandlungen (siehe dazu: Fiktionale Gewalt) ist Gegenstand von Kritik. Reale Konflikte in Nahost und Asien, deren Armeen in Battlefield vertreten sind, spielen dabei ebenso eine Rolle. Andererseits wird aber auch angemerkt, dass es sich um kompetitive Spiele handle, die eher mit Brettspielen wie Risiko vergleichbar seien, denn mit einem Trainingssimulator für realen Krieg.
Für massive Kritik sorgte zur Veröffentlichung von Battlefield 3 die Tatsache, dass bei der Installation ein Zwang besteht, die EA-Gamingplattform Origin zu installieren. Die EULA dieser Plattform erlaubte es EA, die IP-Adresse, den Browsercache, den Browserverlauf, die Hardware sowie weitere persönliche Informationen wie Geschlecht und Postleitzahl zu verarbeiten und zu speichern. Dieser Umstand hatte zur Folge, dass die PC-Version des Spiels auf Amazon äußerst negativ bewertet wurde. In einer Meldung vom 30. November 2011 wurde bekannt, dass der Verbraucherzentrale-Bundesverband (vzbv) EA für mangelnde Transparenz gegenüber seinen Kunden abmahnte. Hauptkritikpunkte waren dabei der unzureichende Hinweis, dass für das Spielen von Battlefield 3 eine Onlineregistrierung notwendig sei, die zu weitgehende Formulierung der Allgemeinen Geschäftsbedingungen sowie mangelhafte Kundenaufklärung über Zweck und Funktion der Zusatzsoftware Origin.
Ebenso stand das im Dezember 2009 veröffentlichte Winter-Armistice-Update für das Spiel Battlefield Heroes unter starker Kritik, da mit diesem Update die Preise sämtlicher Artikel im Shop drastisch erhöht worden waren.

## Ähnliche Serien
- Medal of Honor ist eine weitere Serie von Video- und Computerspielen des US-Publishers Electronic Arts (im Jahr 2000 von DreamWorks Interactive übernommen), die zum Genre der Ego-Shooter gehört und in diversen historischen Kriegen spielt.
- Call of Duty ist eine Serie von Video- und Computerspielen des konkurrierenden US-Publishers Activision, die zum Genre der Ego-Shooter gehört und in diversen historischen und fiktiven Kriegen spielt.